# R:Base
R:Base ist eine Datenbanksoftware. Sie war die erste relationale Datenbank für PCs.

## Geschichte
Das originale R:Base-Datenbankprogramm wurde auf einem selbstgebauten Heathkit CPM Computer geschrieben. Am 13. November 1981 gründeten die Brüder Wayne Erickson und Ron Erickson die Firma MicroRim, Inc., um das Produkt zu vermarkten, wobei RIM die Abkürzung für Relational Information Management ist.
Erickson entwickelte auch die Großrechner-Version RIM (Relational Information Manager) für Boeing Computer Services. RIM wurde unter anderem bei der NASA zur strukturierten Erfassung der Hitzeschildkacheln ihrer Space Shuttles eingesetzt.

### R:BASE 4000
Die erste Version 1.0 von 1983 enthielt noch keine Programmiersprache. Mit dem Dienstprogramm File Gateway konnten verbreitete Dateiformate, wie Data Interchange Format (DIF), SYLK, Lotus 1-2-3 und dBase DBF importiert und exportiert werden. Die japanische Version unterstützte den Kanji-Zeichensatz.

### R:BASE 5000 (2.0)
Mit dieser Version konnten über 640 kB Speicher und der Intel 80286 Prozessor genutzt werden.
In den 1980er Jahren wurde R:BASE auch unter dem Namen Microsoft Rbase System in Europa vertrieben. 1985 erschien eine Ausgabe (multi-user) für Mehrbenutzersysteme.

### R:BASE System V (2.1)
Erstmals wurde eine Untermenge der Structured Query Language (SQL) implementiert.

### R:BASE 3.x
R:Base 3.0 folgte ANSI SQL (1989) und nutzte die Speicherverwaltung DOS4GW. Weiterhin gab es eine Ausgabe für das Betriebssystem CTOS.

### R:BASE 4.0
Die Entwicklungsgruppe verwendete statt des bisherigen Microsoft C Compilers nun den WATCOM C386 Compiler.

### R:BASE 6.x
Die Entwicklungsfirma Microrim wurde am 13. März 1998 geschlossen. Die neu gegründete Firma R:BASE Technologies, Inc. aus Murrysville (Pennsylvania, USA) erwarb die R:BASE-Produktlinie von der Abacus Software Group (ASG) im Juni 1998.
R:Base bietet eine eigene 4GL-Programmierplattform, eine eingebaute SQL-Konsole, Multi-User-Fähigkeit, eigene Masken-, Berichts-, Etiketten- und Anwendungs-Generatoren und viele Features mehr.

### R:BASE 7.x / 8.x
Weiterentwicklung zur Version 7. Erste Publikation am 21. September 2003. Der gleichzeitige Betrieb von DOS- und Windows-Anwendungen auf derselben Datenbasis wird fortgeführt.
Ab 2. November 2011 wird parallel zur 32-Bit Version 7.6 auch eine 64-Bit Version 8.0 Turbo angeboten.
Die 32-Bit Version läuft auf allen Windows und DOS Betriebssystemen und verwendet das normale Windows-Dateihandling. Sie ist somit auf eine Datenbankgrösse von maximal 2 GB beschränkt.
Die 64-Bit Version läuft ebenfalls auf allen Windows und DOS Betriebssystemen und verwendet eine eigene Adressierung für das Dateihandling, was Datenbanken bis 2,3 Millionen TB zulässt. Zudem sind Abfragen und Updates markant schneller als mit der 32-Bit Version.

### R:BASE 9.x 32/64-Bit
Weiterentwicklung zur Version 9.0/9.1. und 9.5. Erste Publikation am 11. Mai 2010.
Die 32-Bit Version läuft auf allen Windows und DOS Betriebssystemen und verwendet das normale Windows-Dateihandling. Sie ist somit auf eine Datenbankgrösse von maximal 2 GB beschränkt.

### R:BASE 10, X und XE
Weiterentwicklung zur Version X/XE (Enterprise). Der Kernel wurde vollständig überarbeitet. Erste Publikation am 24. September 2015.
R:BASE unterstützt nun UNICode. Zudem wurden erneut viel für den Komfort, Benutzerfeeling und den autonomen Betrieb investiert.
Die Enterprise Version (XE) ist die 64-Bit Ausgabe und bietet zusätzlich:
Datentypen BIGINT, SMALLINT, BOOLEAN, BIGNUM, BSTR, 64-Bit ODBC-Treiber, OnDisconnect-Commands.
Die Version XE ist nun wieder als deutschsprachige Version verfügbar. Sowohl Benutzeroberfläche als auch Kernel-Meldungen wurden übersetzt.

## Versionen
- 1983: R:BASE 4000 Version 1.0
- 1984: R:BASE 4000 Version 1.1
- 1985: R:BASE 5000
- 1986: R:BASE System V
- 1987: R:BASE for DOS Version 2.0
- 1988: R:BASE 2.11 – erste Version für OS/2
- 1990: R:BASE 3.0 (DOS, OS/2)
- 1990: R:BASE 3.1 (DOS, OS/2)
- 1991: R:BASE 3.1a (DOS, OS/2)
- 1992: R:BASE 4.0 (DOS, OS/2)
- 1993: R:BASE 4.5 (DOS, OS/2)
- 1994: R:BASE 4.5+ (DOS, OS/2)
- 1995: R:BASE 5.0 (DOS, Windows)
- 1996: R:BASE 5.5 (DOS, Windows, OS/2, OS/2 PM)
- 1996: R:BASE 6.0 (DOS, OS/2, OS/2 PM)
- 1997: R:BASE 6.1 (DOS, OS/2, OS/2 PM)
- 1998: R:BASE 6.1a (nun von R:BASE Technologies, Inc.)
- 2000: R:BASE 2000 6.5 (DOS, Windows)
- 2001: R:BASE 2000 6.5++ (DOS, Windows)
- 2003: R:BASE 7.0 (DOS, Windows)
- 2004: R:BASE 7.1 (DOS, Windows)
- 2005: R:BASE 7.5 (DOS, Windows)
- 2007: R:BASE 7.6 (DOS, Windows)
- 2008: R:BASE Turbo V-8 (Windows)
- 2010: R:BASE eXtreme 9.0
- 2011: R:BASE eXtreme 9.1
- 2012: R:BASE eXtreme 9.5
- 2015: R:BASE 10 (Englisch und Deutsch)